# Operación Fangio
Operación Fangio  és una pel·lícula de l'Argentina filmada en color dirigida per Alberto Lecchi sobre el guió de Claudia Furiati, Claudio Pustelnik i Manuel Pérez Paredes que es va estrenar el 16 de març de 2000 i que va tenir com a protagonistes a Darío Grandinetti, Laura Ramos, Ernesto Tapia, Fernando Guillén, Arturo Maly i Gustavo Salmeron.

## Sinopsi
En 1958, membres del Moviment Revolucionari 26 de Juliol, liderat per Fidel Castro segresten amb finalitats propagandístics al quintúple campió mundial d'automobilisme Juan Manuel Fangio que havia viatjat a Cuba per a participar en el Gran Premi de Fórmula 1, impedint-li fer-ho.

## Repartiment
- Darío Grandinetti…Juan Manuel Fangio
- Laura Ramos...Pilar Toledo
- Ernesto Tapia…Julián
- Fernando Guillén…Giambioni
- Arturo Maly…Embajador Quintana
- Gustavo Salmeron…Sánchez Plaza
- Néstor Jiménez...Carrasco
- Carlos Acosta-Milian…Ingeniero
- Hilario Peña…Aguilera
- Oscar Bringas…Daniel
- Hiram Vega…Emilio
- Diego Álvarez… Luis
- Osvaldo Doimeadios…Evelio
- Glemmys Rodríguez…Lázaro
- Adrián Pellegrini…Vitico
- Enrique Quiñones…Rubén
- Susana Pérez…Ana
- Serafín García…Batista
- Samuel Claxton…Padre de Rubén
- Elvira Cervera…Abuela de Rubén
- Jorge Martínez…Sandoval

## Comentaris
La Prensa va escriure:
| « | «Té un llenguatge cinematogràfic directe i està prolixament comptada, encara que manca de tensió dramàtica…Adhereix fins i tot en els seus mínims detalls al règim castrista i mostra una Cuba for export.» | » |

Adolfo C. Martínez a La Nación va opinar:
| « | «Àgil i entretingut.» | » |

Frank Padrón a Trabajadores (L'Havana) va escriure:
| « | «…el tema… es desfila entre una maldestra hilvanació de motius i una narració ben pedestre, que se sosté de la manera més maniquea en una música pletòrica de llocs comuns, més deficient que la que acompanya qualsevol episodi televisual del gènere.» | » |

Santiago García a El Amante del Cine va opinar:
| « | «Un film que no té una altra pretensió que la de contar la història que ella mateixa reconstrueix… El graciós és que aquesta absència de pretensions la converteix en la millor pel·lícula de Lecchi.» | » |